# Nokia 3.1
Il Nokia 3.1 è uno smartphone del 2018 a marchio Nokia sviluppato da HMD Global, successore del Nokia 3 e predecessore del Nokia 3.2.

## Caratteristiche tecniche

### Hardware
Il Nokia 3.1 è uno smartphone con form factor di tipo slate, le cui dimensioni sono di 146.3 x 68.7 x 8.7 millimetri e pesa 138.3 grammi.
Il dispositivo è dotato di connettività GSM, HSPA, LTE, di Wi-Fi 802.11 a/b/g/n dual-band con supporto a hotspot e Wi-Fi Direct, di Bluetooth 4.2 con A2DP ed LE, di GPS con A-GPS e GLONASS, di NFC (solo mercati Asia Pacific ed EMEA) e di radio FM. Ha una porta microUSB 2.0 OTG ed un ingresso per jack audio da 3.5 mm.
Il Nokia 3.1 è dotato di schermo touchscreen capacitivo da 5,2 pollici di diagonale, di tipo IPS LCD con aspect ratio 18:9 e risoluzione HD+ 720 x 1440 pixel (densità di 310 pixel per pollice). Lo schermo è protetto da un Gorilla Glass 3. Il frame laterale è in alluminio, il retro in plastica.
La batteria agli ioni di litio da 2990 mAh non è removibile dall'utente.
Il chipset è un MediaTek MT6750. La memoria interna di tipo eMMC 5.1 è di 16/32 GB, espandibile con microSD, mentre la RAM è di 2/3 GB.
La fotocamera posteriore ha un sensore da 13 megapixel e apertura f/2.0, dotata di autofocus, HDR e flash LED, in grado di registrare al massimo video Full HD a 30 fotogrammi al secondo, mentre la fotocamera anteriore è da 8 megapixel, con f/2.0, HDR e registrazione video HD a 30 fps.

### Software
Il sistema operativo è Android, in versione Android 8.0 Oreo, con Android One, aggiornabile fino ad Android 10.

## Commercializzazione
Il dispositivo è stato rilasciato a maggio 2018 ed è dual SIM.
TechRadar l'ha valutato 5/10, apprezzandone i bordi in alluminio e l'HDR della fotocamera, ma criticando fortemente i tagli di memoria, le prestazioni definite "terribili" e il lento autofocus, TechZilla l'ha valutato 7/10 e NotebookCheck 8/10.

## Varianti
Ne è stata commercializzata, da ottobre 2018, una variante nota come Nokia 3.1 Plus, che differisce dal 3.1 principalmente per uno schermo più ampio (6") con la stessa risoluzione, per la presenza di un chipset MediaTek Helio P22 (e Snapdragon 439 negli USA), per l'aggiunta di un sensore di profondità da 5 megapixel posteriore, per il sensore d'impronte digitali posteriore e per la batteria agli ioni di litio da 3.500 mAh.